# 툰카 마닌

툰카 마닌(Tunka Manin, 1010–1078)은 1062년부터 최소 1076년까지 가나 제국을 다스렸던 통치자이다. 가나 바시에 앞서 마닌은 무라비트 정복 전 가나 제국의 마지막 통치자였다. 알 바크리는 툰카 마닌을 "정의의 연인이자 무슬림들에게 호의적"이라고 묘사한 바 있다. :120
마닌은 1062년에 바시의 뒤를 이었으며, 바시와 마찬가지로 이슬람으로 개종하지 않고 전통 종교를 신봉했다. :88아부 바크르 이븐 우마르 치하의 무라비트 왕조는 바시의 개종 거부에 분노하여 가나 제국을 침공하기 시작했다. :871076년에 무라비트 왕조는 제국의 수도인 쿰비 살레를 약탈하는 데 성공했다. 마닌은 계속해서 무라비트의 가신으로 통치하고 그들에게 경의를 표했다. :881087년 무라비트 왕조는 쫓겨났지만, 제국은 심각하게 약화되었고, 이전의 많은 영토들은 독립했다. 상류층의 지배적인 신앙이 된 이슬람은 모든 주체에게 강요되었고, 많은 애니미즘 신자들은 제국을 떠나 다른 곳으로 이주했다.
마닌은 지역사회와 관계를 맺은 것으로 유명했고, 무역, 특히 소금의 무역을 늘린 경제 정책으로도 유명했다. 그는 신성과 마법의 기운으로 자신을 둘러싼 것으로 알려져 있는데, 이것은 그의 백성들이 그를 잘 보호하도록 동기를 부여하는 데 사용했다고 한다. 마닌은 금, 상아, 그리고 다른 귀중한 재료들로 옷을 입음으로써 그의 부를 과시했던 것으로 알려져 있다.